# Maureen Hunter (Dramatikerin)
Maureen Hunter (* 1948 in Indian Head/Saskatchewan) ist eine kanadische Schriftstellerin.
Hunter studierte bis 1970 an der University of Saskatchewan. Sie arbeitete dann als Reporterin für den Saskatoon Star-Phoenix, die Winnipeg Tribune und den Southam chain. Seit Anfang der 1980er Jahre ist sie überwiegend als Theaterautorin tätig.
Ihr Schauspiel Transit of Venus wurde 1992 am Manitoba Theatre Centre unter Leitung von Larry Desrochers uraufgeführt. Es wurde dann von der Royal Shakespeare Company in Großbritannien übernommen und für die BBC aufgezeichnet. Die Uraufführung von Atlantis folgte 1996 unter Leitung von Steven Schipper. Es wurde in Kanada vielfach gespielt und für den Governor General’s Award nominiert.
Transit of Venus bearbeitete Hunter später als Libretto für die Manitoba Opera, zu Atlantis komponierte John Mills-Cockell 1998 eine Schauspielmusik. Für Footprints on the Moon erhielt Hunter 1995 den Labatt Award für das beste kanadische Theaterstück.

## Werke
- I Met a Bully on the Hill (mit Martha Brooks), UA 1987
- Footprints on the Moon, UA 1988
- Beautiful Lake Winnipeg, UA 1990
- Transit of Venus, UA 1992
- Atlantis, UA 1996
- Vinci, UA 2002
- Wild Mouth, UA 2008